# Mops mops
Mops mops (de Blainville, 1840) è un pipistrello della famiglia dei Molossidi diffuso nell'Ecozona orientale.

## Descrizione

### Dimensioni
Pipistrello di piccole dimensioni, con la lunghezza dell'avambraccio tra 41 e 46 mm, la lunghezza della coda tra 35 e 42 mm, la lunghezza delle orecchie tra 18 e 22 mm e un peso fino a 35 g.

### Aspetto
La pelliccia è molto corta. Le parti dorsali sono marroni scure, mentre le parti ventrali sono più chiare. Il muso non è estremamente appiattito, il labbro superiore ha diverse pieghe ben distinte ed è cosparso di corte setole. Le orecchie sono moderatamente grandi, arrotondate e unite anteriormente da una membrana a forma di V. Il trago è piccolo e quadrato, mentre l'antitrago è grande, rettangolare, con gli angoli smussati e separato posteriormente da un esteso incavo. Le ali sono attaccate posteriormente sopra le caviglie. I piedi sono piccoli. La coda è lunga, tozza e si estende per più della metà oltre l'uropatagio. Il calcar è corto. Sono privi di sacche golari. 

## Biologia

### Comportamento
Si rifugia in gruppi nelle cavità degli alberi, spesso insieme al pipistrello nudo maggiore. 

### Alimentazione
Si nutre di insetti catturati su corsi d'acqua.

## Distribuzione e habitat
Questa specie è diffusa nella Thailandia peninsulare, Penisola Malese, Sumatra, Borneo e forse Giava.
Vive nelle foreste primarie.

## Conservazione
La IUCN Red List, considerata la perdita del proprio habitat che porterebbe ad un declino della popolazione di circa il 30% nei prossimi 10 anni, classifica M.mops come specie prossima alla minaccia di estinzione (Near Threatened).